# 福島社会保険事務局
福島社会保険事務局（ふくしましゃかいほけんじむきょく）は、福島県福島市にあった社会保険庁の地方支分部局で、福島県を管轄していた。

## 管内社会保険事務所等
- 福島社会保険事務局東北福島社会保険事務室（東北福島社会保険事務所）
- 平社会保険事務所
- 相馬社会保険事務所
- 郡山社会保険事務所
- 白河社会保険事務所（福島社会保険事務局白河事務所）
- 会津若松社会保険事務所